# Ruồi đen
Ruồi đen (tên khoa học là Hermetia Illucens), còn gọi là ruồi lính đen (tiếng Anh: Black Soldier Fly) là loại côn trùng thuộc họ Stratiomyidae, tộc Hermetia, loài H. illucens. Ruồi đen được sử dụng ấu trùng ruồi đen làm thức ăn cho chăn nuôi lợn, gia cầm, thủy sản và xử lý chất thải trong nông nghiệp, làng nghề.

## Đặc điểm
Ruồi lính đen trưởng thành có màu đen, dài 12–20 mm, trông hình dạng dễ lẫn lộn với loài ong; có vòng đời khoảng hơn 1 tháng, bắt đầu từ trứng, ấu trùng, nhộng, cuối cùng lột xác thành ruồi lính đen. Ruồi trưởng thành chỉ sống khoảng 3-5 ngày và hoàn toàn không ăn uống gì cho đến chết. Con cái trưởng thành đẻ từ 500-800 trứng.

## Ấu trùng
Ấu trùng (dòi) của ruồi đen là loại côn trùng phàm ăn trong thế giới tự nhiên. Chỉ với 1 mét vuông ấu trùng có thể ăn tới 40 kg phân lợn tươi mỗi ngày và cứ 100 kg phân có thể sản xuất ra 18 kg ấu trùng. Thành phần của ấu trùng ruồi: 42% protein, 34% chất béo. Đặc biệt, protein của ấu trùng ruồi rất giàu lysine; trong chất béo của ấu trùng ruồi đen có tới 54% là axit lauric, một axit có tác dụng tiêu diệt virus có vỏ bọc bằng lipid (như virus HIV, sởi) cũng như Clostridium và các protozoa gây bệnh.